# LIPC
LIPC (англ. Lipase C, hepatic type) – білок, який кодується однойменним геном, розташованим у людей на короткому плечі 15-ї хромосоми. Довжина поліпептидного ланцюга білка становить 499 амінокислот, а молекулярна маса — 55 914.
| 10         |  | 20         |  | 30         |  | 40         |  | 50         |
| ---------- |  | ---------- |  | ---------- |  | ---------- |  | ---------- |
| MDTSPLCFSI |  | LLVLCIFIQS |  | SALGQSLKPE |  | PFGRRAQAVE |  | TNKTLHEMKT |
| RFLLFGETNQ |  | GCQIRINHPD |  | TLQECGFNSS |  | LPLVMIIHGW |  | SVDGVLENWI |
| WQMVAALKSQ |  | PAQPVNVGLV |  | DWITLAHDHY |  | TIAVRNTRLV |  | GKEVAALLRW |
| LEESVQLSRS |  | HVHLIGYSLG |  | AHVSGFAGSS |  | IGGTHKIGRI |  | TGLDAAGPLF |
| EGSAPSNRLS |  | PDDANFVDAI |  | HTFTREHMGL |  | SVGIKQPIGH |  | YDFYPNGGSF |
| QPGCHFLELY |  | RHIAQHGFNA |  | ITQTIKCSHE |  | RSVHLFIDSL |  | LHAGTQSMAY |
| PCGDMNSFSQ |  | GLCLSCKKGR |  | CNTLGYHVRQ |  | EPRSKSKRLF |  | LVTRAQSPFK |
| VYHYQFKIQF |  | INQTETPIQT |  | TFTMSLLGTK |  | EKMQKIPITL |  | GKGIASNKTY |
| SFLITLDVDI |  | GELIMIKFKW |  | ENSAVWANVW |  | DTVQTIIPWS |  | TGPRHSGLVL |
| KTIRVKAGET |  | QQRMTFCSEN |  | TDDLLLRPTQ |  | EKIFVKCEIK |  | SKTSKRKIR  |

A: Аланін

C: Цистеїн

D: Аспарагінова кислота

E: Глутамінова кислота

F: Фенілаланін

G: Гліцин

H: Гістидин

I: Ізолейцин

K: Лізин

L: Лейцин

M: Метіонін

N: Аспарагін

P: Пролін

Q: Глутамін

R: Аргінін

S: Серин

T: Треонін

V: Валін

W: Триптофан

Кодований геном білок за функцією належить до гідролаз. 
Задіяний у таких біологічних процесах, як метаболізм ліпідів, деградація ліпідів. 
Білок має сайт для зв'язування з молекулою гепарину. 
Секретований назовні.